# Campeonato Mundial de Voleibol Feminino Sub-21 de 2025
O Campeonato Mundial de Voleibol Feminino Sub-21 de 2025 foi a 2ª edição com esta nomenclatura (Sub-21), e a 23ª edição da competição na história (somando as anteriores chamadas de Sub-20), competida pelos times nacionais femininos abaixo da idade de 21 anos pelos membros da Fédération Internationale de Volleyball (FIVB), corpo governante global da modalidade. O torneio está previsto para ocorrer na cidade de Surabaia na Indonésia, entre os dias 7 a 17 de agosto de 2025 e com a participação de 24 seleções.
A Itália conquistou o tricampeonato ao vencer na final o Japão, completando o pódio o Brasil derrotou na disputa pelo bronze a Bulgária por 3 sets a 1. A oposta italiana Merit Adigwe foi premiada como a melhor jogadora da edição (MVP), assim como a melhor em sua função.

## Processo de candidatura
No dia 28 de março de 2024, a Federação Internacional de Voleibol (FIVB) abriu o processo de licitação para os países-membros que estavam interessados em sediar um dos quatros Campeonatos Mundiais por faixa etária em 2025 (o Campeonato Mundial Sub-19 Masculino e Feminino e o Campeonato Mundial Sub-21 Masculino e Feminino). A manifestação de interesse das associações-membro teve que ser submetida à FIVB até 30 de abril de 2024,18:00 (UTC+2).
Em 10 de setembro do mesmo ano, a FIVB anunciou que a Indonésia (na qual a cidade de Surabaia foi a cidade-sede) foi selecionada para ser a anfitriã do Campeonato Mundial Sub-21 de 2025.

## Locais dos jogos
| Arena Jawa Pos    | Gelora Pancasila Gymnasium | Samator Volleyball Hall |
| Capacidade: 5 000 | Capacidade: 2 400          | Capacidade: 200         |
|                   |                            |                         |

## Seleções participantes
Um total de 24 seleções nacionais se classificarão para o torneio final. Além da seleção anfitriã e dos atuais campeões se classificaram automaticamente, outras 21 seleções se classificarem por meio de cinco competições continentais separadas, que deveriam ser realizada até 31 de dezembro de 2024. Duas seleções restantes entrarão no torneio através do Ranking Mundial Feminino Sub-21 da FIVB (em 31 de dezembro de 2024) entre as seleções ainda não classificadas.

### Qualificação
A atribuição de vagas por confederação foi definida da seguinte forma:
- Atual campeã (China): 1 vaga
- AVC (Ásia e Oceania): 4 vagas
- CAVB (África): 3 vagas
- CEV (Europa): 6 vagas
- CSV (América do Sul): 3 vagas
- NORCECA (América do Norte, Central e Caribe): 4 vagas
- Anfitrião: 1 vaga
- Principais equipe ainda não classificadas de acordo com o Ranking Mundial Feminino Sub-21 da FIVB: 2 vagas

## Equipes qualificadas
As seguintes 24 equipes se classificaram para o torneio.
| Torneio de qualificação          | Data                        | Sede          | Vagas | Qualificados         | Última participação |
| -------------------------------- | --------------------------- | ------------- | ----- | -------------------- | ------------------- |
| País-sede                        | 10 de setembro de 2024      | Lausana       | 1     | Índia                | Estreante           |
| Defesa do título                 | 10 de setembro de 2024      | Lausana       | 1     | China                | 2023                |
| Campeonato Europeu de 2024       | 5 a 17 de agosto de 2024    | Sófia- Dublin | 7     | Turquia              | 2023                |
| Campeonato Europeu de 2024       | 5 a 17 de agosto de 2024    | Sófia- Dublin | 7     | Itália               | 2023                |
| Campeonato Europeu de 2024       | 5 a 17 de agosto de 2024    | Sófia- Dublin | 7     | Polônia              | 2023                |
| Campeonato Europeu de 2024       | 5 a 17 de agosto de 2024    | Sófia- Dublin | 7     | Bélgica              | / 2021              |
| Campeonato Europeu de 2024       | 5 a 17 de agosto de 2024    | Sófia- Dublin | 7     | Bulgária             | 2017                |
| Campeonato Europeu de 2024       | 5 a 17 de agosto de 2024    | Sófia- Dublin | 7     | Chéquia              | 2015                |
| Campeonato Europeu de 2024       | 5 a 17 de agosto de 2024    | Sófia- Dublin | 7     | Croácia              | 2007                |
| Campeonato NORCECA de 2024       | 25 a 30 de junho de 2024    | Toronto       | 4     | Estados Unidos       | 2023                |
| Campeonato NORCECA de 2024       | 25 a 30 de junho de 2024    | Toronto       | 4     | Porto Rico           | / 2021              |
| Campeonato NORCECA de 2024       | 25 a 30 de junho de 2024    | Toronto       | 4     | República Dominicana | 2023                |
| Campeonato NORCECA de 2024       | 25 a 30 de junho de 2024    | Toronto       | 4     | Canadá               | 1999                |
| Campeonato Asiático de 2024      | 1 a 9 de julho de 2024      | Jiangmen      | 4     | Coreia do Sul        | 2011                |
| Campeonato Asiático de 2024      | 1 a 9 de julho de 2024      | Jiangmen      | 4     | Japão                | 2023                |
| Campeonato Asiático de 2024      | 1 a 9 de julho de 2024      | Jiangmen      | 4     | Tailândia            | 2023                |
| Campeonato Asiático de 2024      | 1 a 9 de julho de 2024      | Jiangmen      | 4     | Vietnã               | Estreante           |
| Campeonato Africano de 2024      | 24 a 30 de agosto de 2024   | Tunis         | 3     | Tunísia              | 2023                |
| Campeonato Africano de 2024      | 24 a 30 de agosto de 2024   | Tunis         | 3     | Egito                | 2023                |
| Campeonato Africano de 2024      | 24 a 30 de agosto de 2024   | Tunis         | 3     | Argélia              | 2013                |
| Campeonato Sul-Americano de 2024 | 25 a 29 de setembro de 2024 | Osorno        | 3     | Brasil               | 2023                |
| Campeonato Sul-Americano de 2024 | 25 a 29 de setembro de 2024 | Osorno        | 3     | Argentina            | 2023                |
| Campeonato Sul-Americano de 2024 | 25 a 29 de setembro de 2024 | Osorno        | 3     | Chile                | Estreante           |
| Ranking Mundial                  | 4 de setembro de 2024       | Lausana       | 2     | Sérvia               | 2023                |
| Ranking Mundial                  | 4 de setembro de 2024       | Lausana       | 2     | México               | 2023                |
| Total                            |                             |               | 24    |                      |                     |

Nota:Bélgica desistiu da competição alegando problemas de ordem financeira, a vaga foi herdada pela Sérvia com índice do Ranking Mundial.

## Fórmula da disputa
A competição será disputada por 24 seleções mundiais, distribuídas proporcionalmente em quatro grupos, A, B, C e D, todas se enfreando em cada grupo, resultando em 16 times classificados para a disputa das oitavas de final e as demais disputarão as posições do décimo sétimo ao vigésimo lugares
As equipes vencedoras da fase de oitavas de final disputarão as quartas de final e as eliminadas as disputas pelas posições inferiores; já as vencedoras da quartas de final disputarão a semifinal e as eliminadas disputarão do quinto ao oitavo lugares.
As equipes que venceram as semifinais competirão pelo título na grande final e as perdedoras a disputa pelo bronze.

## Grupos
O sorteio para a composição dos grupos foi realizado em 4 de dezembro de 2024 na sede da FIVB em Lausanne , Suíça . As 24 equipes participantes serão divididas em quatro grupos de todos contra todos, com a nação anfitriã e os atuais campeões mundiais recebendo as maiores classificações. O restante das equipes qualificadas são classificadas em um sistema serpentina com base em suas posições nos respectivos Rankings Mundiais da FIVB. 
O ranking mundial feminino sub-21 da FIVB de cada equipe em 30 de setembro de 2024 é mostrado entre parênteses, exceto a anfitriã Indonésia, que não tem um ranking mundial.
| - Indonésia (Anfitriã, atribuído a A1) - China (1), atribuído a B1 - Itália (2), atribuído a C1 - Brasil (3), atribuído a D1 | - Japão (4), atribuído D2 - Turquia (5), atribuído a C2 - Estados Unidos (6), atribuído a B2 - Argentina (7), atribuído a A2 | - Sérvia (8) - México (9) - Tunísia (10) - Egito (11) | - Polónia (12) - República Dominicana (13) - Tailândia (14) - Porto Rico (15) | - Coreia do Sul (17) - Chile (17) - Argélia (17) - Canadá (21) | - Chéquia (25) - Vietname (25) - Bulgária (28) - Croácia (31) |

O procedimento de sorteio também seguiu o sistema serpentino e foi o seguinte:
- As equipes do pote 4 foram sorteadas primeiro e colocadas na linha 6 de cada grupo, começando do grupo D até o grupo A.
- As equipes do pote 3 foram então sorteadas e colocadas na linha 5 de cada grupo, começando do grupo A até o grupo D.
- As equipes do pote 2 foram então sorteadas e colocadas na linha 4 de cada grupo, começando do grupo D até o grupo A.
- As equipes do pote 1 foram então sorteadas e colocadas na linha 3 de cada grupo, começando do grupo A até o grupo D.

A composição dos pools após o sorteio foi a seguinte:
| Pos | Equipe     |
| --- | ---------- |
| A1  | Indonésia  |
| A2  | Argentina  |
| A3  | Sérvia     |
| A4  | Porto Rico |
| A5  | Canadá     |
| A6  | Vietname   |

| Pos | Team                 |
| --- | -------------------- |
| B1  | China                |
| B2  | Estados Unidos       |
| B3  | México               |
| B4  | República Dominicana |
| B5  | Coreia do Sul        |
| B6  | Croácia              |

| Pos | Team    |
| --- | ------- |
| C1  | Itália  |
| C2  | Turquia |
| C3  | Egito   |
| C4  | Polónia |
| C5  | Argélia |
| C6  | Chéquia |

| Pos | Team      |
| --- | --------- |
| D1  | Brasil    |
| D2  | Japão     |
| D3  | Tunísia   |
| D4  | Tailândia |
| D5  | Chile     |
| D6  | Bulgária  |

## Fase preliminar
- Todos os horários são Horário da Indonésia Ocidental (UTC+7)

|  | Qualificados para as Oitavas de Final                 |
|  | Qualificados para a Disputa do 17° lugar ao 24° lugar |

### Grupo A
Classificação
|     |            |     | Jogos | Jogos | Jogos | Pontos | Pontos | Pontos | Sets | Sets | Sets   |
| Pos | Equipe     | Pts | T     | V     | D     | V      | P      | R      | V    | P    | R      |
| --- | ---------- | --- | ----- | ----- | ----- | ------ | ------ | ------ | ---- | ---- | ------ |
| 1   | Argentina  | 15  | 5     | 5     | 0     | 395    | 271    | 1.458  | 15   | 1    | 15,000 |
| 2   | Sérvia     | 11  | 5     | 4     | 1     | 439    | 343    | 1.280  | 13   | 6    | 2.167  |
| 3   | Indonésia  | 8   | 5     | 2     | 3     | 457    | 379    | 1.206  | 10   | 10   | 1,000  |
| 4   | Porto Rico | 8   | 5     | 2     | 3     | 405    | 453    | 0.894  | 7    | 12   | 0.583  |
| 5   | Canadá     | 3   | 5     | 1     | 4     | 400    | 363    | 1.102  | 6    | 12   | 0.500  |
| 6   | Vietnã     | 3   | 5     | 1     | 4     | 98     | 385    | 0.255  | 3    | 13   | 0.231  |

Resultados
| Data   | Hora  |            | Placar |            | Set 1 | Set 2 | Set 3 | Set 4 | Set 5 | Total   | Relatório              |
| ------ | ----- | ---------- | ------ | ---------- | ----- | ----- | ----- | ----- | ----- | ------- | ---------------------- |
| 7 ago  | 10:00 | Argentina  | 3–0    | Canadá     | 25–19 | 26–24 | 25–15 |       |       | 76–58   | Estatísticas Relatório |
| 7 ago  | 13:00 | Sérvia     | 3–0    | Porto Rico | 25–18 | 25–17 | 25–19 |       |       | 75–54   | Estatísticas Relatório |
| 7 ago  | 19:00 | Indonésia  | 3–0    | Vietnã     | 25–0  | 25–0  | 25–0  |       |       | 75–0    | Estatísticas Relatório |
| 8 ago  | 09:00 | Argentina  | 3–0    | Porto Rico | 25–23 | 25–23 | 25–21 |       |       | 75–67   | Estatísticas Relatório |
| 8 ago  | 14:00 | Sérvia     | 3–0    | Vietnã     | 25–0  | 25–0  | 25–0  |       |       | 75–0    | Estatísticas Relatório |
| 8 ago  | 20:00 | Indonésia  | 3–1    | Canadá     | 28–26 | 25–18 | 18–25 | 25–21 |       | 96–90   | Estatísticas Relatório |
| 9 ago  | 10:00 | Argentina  | 3–1    | Sérvia     | 25–18 | 25–21 | 19–25 | 25–19 |       | 94–83   | Estatísticas Relatório |
| 9 ago  | 13:00 | Canadá     | 3–0    | Vietnã     | 25–0  | 25–0  | 25–0  |       |       | 75–0    | Estatísticas Relatório |
| 9 ago  | 19:00 | Indonésia  | 2–3    | Porto Rico | 25–17 | 26–28 | 25–15 | 23–25 | 15–17 | 114–102 | Estatísticas Relatório |
| 11 ago | 10:00 | Argentina  | 3–0    | Vietnã     | 25–0  | 25–0  | 25–0  |       |       | 75–0    | Estatísticas Relatório |
| 11 ago | 13:00 | Porto Rico | 3–1    | Canadá     | 25–20 | 28–26 | 19–25 | 25–20 |       | 97–91   | Estatísticas Relatório |
| 11 ago | 19:00 | Indonésia  | 2–3    | Sérvia     | 21–25 | 27–25 | 23–25 | 25–22 | 13–15 | 109–112 | Estatísticas Relatório |
| 12 ago | 10:00 | Sérvia     | 3–1    | Canadá     | 25–22 | 25–22 | 19–25 | 25–17 |       | 94–86   | Estatísticas Relatório |
| 12 ago | 13:00 | Porto Rico | 1–3    | Vietnã     | 17–25 | 21–25 | 25–23 | 22–25 |       | 85–98   | Estatísticas Relatório |
| 12 ago | 19:00 | Indonésia  | 0–3    | Argentina  | 23–25 | 18–25 | 22–25 |       |       | 63–75   | Estatísticas Relatório |

### Grupo B
Classificação
|     |                      |     | Jogos | Jogos | Jogos | Pontos | Pontos | Pontos | Sets | Sets | Sets   |
| Pos | Equipe               | Pts | T     | V     | D     | V      | P      | R      | V    | P    | R      |
| --- | -------------------- | --- | ----- | ----- | ----- | ------ | ------ | ------ | ---- | ---- | ------ |
| 1   | China                | 15  | 5     | 5     | 0     | 403    | 283    | 1.424  | 15   | 1    | 15,000 |
| 2   | Estados Unidos       | 12  | 5     | 4     | 1     | 379    | 306    | 1.239  | 12   | 4    | 3,000  |
| 3   | Coreia do Sul        | 9   | 5     | 3     | 2     | 380    | 375    | 1.013  | 10   | 8    | 1.250  |
| 4   | Croácia              | 7   | 5     | 2     | 3     | 406    | 372    | 1.091  | 9    | 9    | 1,000  |
| 5   | República Dominicana | 3   | 5     | 1     | 4     | 279    | 390    | 0.715  | 3    | 13   | 0.231  |
| 6   | México               | 0   | 5     | 0     | 5     | 271    | 392    | 0.691  | 1    | 15   | 0.067  |

Resultados
| Data   | Hora  |                      | Placar |                      | Set 1 | Set 2 | Set 3 | Set 4 | Set 5 | Total  | Relatório              |
| ------ | ----- | -------------------- | ------ | -------------------- | ----- | ----- | ----- | ----- | ----- | ------ | ---------------------- |
| 7 ago  | 10:00 | China                | 3–1    | Croácia              | 23–25 | 25–23 | 27–25 | 25–21 |       | 100–94 | Estatísticas Relatório |
| 7 ago  | 13:00 | Estados Unidos       | 3–1    | Coreia do Sul        | 25–17 | 25–19 | 19–25 | 25–20 |       | 94–81  | Estatísticas Relatório |
| 7 ago  | 16:00 | México               | 1–3    | República Dominicana | 25–27 | 25–15 | 19–25 | 15–25 |       | 84–92  | Estatísticas Relatório |
| 8 ago  | 09:00 | China                | 3–0    | Coreia do Sul        | 25–21 | 25–20 | 25–17 |       |       | 75–58  | Estatísticas Relatório |
| 8 ago  | 14:00 | Estados Unidos       | 3–0    | República Dominicana | 25–15 | 25–16 | 25–11 |       |       | 75–42  | Estatísticas Relatório |
| 8 ago  | 17:00 | México               | 0–3    | Croácia              | 13–25 | 14–25 | 16–25 |       |       | 43–75  | Estatísticas Relatório |
| 9 ago  | 10:00 | China                | 3–0    | República Dominicana | 25–11 | 25–15 | 25–11 |       |       | 75–37  | Estatísticas Relatório |
| 9 ago  | 13:00 | Estados Unidos       | 3–0    | México               | 25–19 | 25–11 | 25–18 |       |       | 75–48  | Estatísticas Relatório |
| 9 ago  | 16:00 | Coreia do Sul        | 3–2    | Croácia              | 10–25 | 25–21 | 16–25 | 25–17 | 15–11 | 91–99  | Estatísticas Relatório |
| 11 ago | 10:00 | China                | 3–0    | México               | 25–16 | 25–10 | 25–10 |       |       | 75–36  | Estatísticas Relatório |
| 11 ago | 13:00 | Estados Unidos       | 3–0    | Croácia              | 27–25 | 25–17 | 25–15 |       |       | 77–57  | Estatísticas Relatório |
| 11 ago | 16:00 | República Dominicana | 0–3    | Coreia do Sul        | 12–25 | 20–25 | 15–25 |       |       | 47–75  | Estatísticas Relatório |
| 12 ago | 10:00 | China                | 3–0    | Estados Unidos       | 25–20 | 25–12 | 28–26 |       |       | 78–58  | Estatísticas Relatório |
| 12 ago | 13:00 | México               | 0–3    | Coreia do Sul        | 20–25 | 22–25 | 18–25 |       |       | 60–75  | Estatísticas Relatório |
| 12 ago | 16:00 | República Dominicana | 0–3    | Croácia              | 29–31 | 21–25 | 11–25 |       |       | 61–81  | Estatísticas Relatório |

### Grupo C
Classificação
|     |         |     | Jogos | Jogos | Jogos | Pontos | Pontos | Pontos | Sets | Sets | Sets  |
| Pos | Equipe  | Pts | T     | V     | D     | V      | P      | R      | V    | P    | R     |
| --- | ------- | --- | ----- | ----- | ----- | ------ | ------ | ------ | ---- | ---- | ----- |
| 1   | Polônia | 13  | 5     | 4     | 1     | 394    | 315    | 1.251  | 14   | 3    | 4.667 |
| 2   | Itália  | 12  | 5     | 4     | 1     | 434    | 343    | 1.265  | 14   | 5    | 2.800 |
| 3   | Turquia | 9   | 5     | 3     | 2     | 422    | 364    | 1.159  | 11   | 8    | 1.375 |
| 4   | Chéquia | 8   | 5     | 3     | 2     | 354    | 355    | 0.997  | 9    | 8    | 1.125 |
| 5   | Egito   | 3   | 5     | 1     | 4     | 269    | 357    | 0.754  | 3    | 12   | 0.250 |
| 6   | Argélia | 0   | 5     | 0     | 5     | 236    | 375    | 0.629  | 0    | 15   | 0,000 |

Resultados
| Data   | Hora  |         | Placar |         | Set 1 | Set 2 | Set 3 | Set 4 | Set 5 | Total   | Relatório              |
| ------ | ----- | ------- | ------ | ------- | ----- | ----- | ----- | ----- | ----- | ------- | ---------------------- |
| 7 ago  | 10:00 | Itália  | 3–0    | Chéquia | 25–20 | 25–15 | 25–18 |       |       | 75–53   | Estatísticas Relatório |
| 7 ago  | 13:00 | Turquia | 3–0    | Argélia | 25–12 | 25–11 | 25–14 |       |       | 75–37   | Estatísticas Relatório |
| 7 ago  | 16:00 | Egito   | 0–3    | Polônia | 15–25 | 16–25 | 23–25 |       |       | 54–75   | Estatísticas Relatório |
| 8 ago  | 09:00 | Itália  | 3–0    | Argélia | 25–18 | 25–11 | 25–16 |       |       | 75–45   | Estatísticas Relatório |
| 8 ago  | 14:00 | Turquia | 0–3    | Polônia | 19–25 | 24–26 | 21–25 |       |       | 64–76   | Estatísticas Relatório |
| 8 ago  | 17:00 | Egito   | 0–3    | Chéquia | 23–25 | 19–25 | 12–25 |       |       | 54–75   | Estatísticas Relatório |
| 9 ago  | 10:00 | Itália  | 3–2    | Polônia | 25–23 | 25–16 | 21–25 | 19–25 | 15–4  | 105–93  | Estatísticas Relatório |
| 9 ago  | 13:00 | Turquia | 3–0    | Egito   | 25–14 | 25–10 | 25–14 |       |       | 75–38   | Estatísticas Relatório |
| 9 ago  | 16:00 | Argélia | 0–3    | Chéquia | 22–25 | 11–25 | 14–25 |       |       | 47–75   | Estatísticas Relatório |
| 11 ago | 10:00 | Itália  | 3–0    | Egito   | 25–17 | 25–13 | 25–18 |       |       | 75–48   | Estatísticas Relatório |
| 11 ago | 13:00 | Turquia | 2–3    | Chéquia | 22–25 | 24–26 | 25–21 | 25-22 | 8-15  | 104–72  | Estatísticas Relatório |
| 11 ago | 16:00 | Polônia | 3–0    | Argélia | 25–20 | 25–17 | 25–13 |       |       | 75–50   | Estatísticas Relatório |
| 12 ago | 10:00 | Itália  | 2–3    | Turquia | 25–21 | 20–25 | 23–25 | 25–18 | 11–15 | 104–104 | Estatísticas Relatório |
| 12 ago | 13:00 | Egito   | 3–0    | Argélia | 25–22 | 25–17 | 25–18 |       |       | 75–57   | Estatísticas Relatório |
| 12 ago | 16:00 | Polônia | 3–0    | Chéquia | 25–13 | 25–9  | 25–20 |       |       | 75–42   | Estatísticas Relatório |

### Grupo D
Classificação
|     |           |     | Jogos | Jogos | Jogos | Pontos | Pontos | Pontos | Sets | Sets | Sets  |
| Pos | Equipe    | Pts | T     | V     | D     | V      | P      | R      | V    | P    | R     |
| --- | --------- | --- | ----- | ----- | ----- | ------ | ------ | ------ | ---- | ---- | ----- |
| 1   | Japão     | 15  | 5     | 5     | 0     | 420    | 300    | 1.400  | 15   | 2    | 7.500 |
| 2   | Brasil    | 12  | 5     | 4     | 1     | 384    | 272    | 1.412  | 13   | 3    | 4.333 |
| 3   | Bulgária  | 7   | 5     | 2     | 3     | 346    | 376    | 0.920  | 8    | 9    | 0.889 |
| 4   | Tailândia | 6   | 5     | 2     | 3     | 306    | 337    | 0.908  | 6    | 9    | 0.667 |
| 5   | Chile     | 5   | 5     | 2     | 3     | 373    | 424    | 0.880  | 7    | 12   | 0.583 |
| 6   | Tunísia   | 0   | 5     | 0     | 5     | 270    | 393    | 0.687  | 1    | 15   | 0.067 |

Resultados
| Data   | Hora  |           | Placar |           | Set 1 | Set 2 | Set 3 | Set 4 | Set 5 | Total  | Relatório              |
| ------ | ----- | --------- | ------ | --------- | ----- | ----- | ----- | ----- | ----- | ------ | ---------------------- |
| 7 ago  | 16:00 | Brasil    | 3–0    | Bulgária  | 25–12 | 25–18 | 25–19 |       |       | 75–49  | Estatísticas Relatório |
| 7 ago  | 19:00 | Tunísia   | 0–3    | Tailândia | 20–25 | 15–25 | 23–25 |       |       | 58–75  | Estatísticas Relatório |
| 7 ago  | 19:00 | Japão     | 3–1    | Chile     | 25–15 | 21–25 | 25–16 | 25–10 |       | 96–66  | Estatísticas Relatório |
| 8 ago  | 17:00 | Japão     | 3–0    | Tailândia | 25–15 | 25–18 | 25–17 |       |       | 75–50  | Estatísticas Relatório |
| 8 ago  | 20:00 | Brasil    | 3–0    | Chile     | 25–19 | 25–14 | 25–21 |       |       | 75–54  | Estatísticas Relatório |
| 8 ago  | 20:00 | Tunísia   | 0–3    | Bulgária  | 20–25 | 12–25 | 20–25 |       |       | 52–75  | Estatísticas Relatório |
| 9 ago  | 16:00 | Japão     | 3–0    | Tunísia   | 25–18 | 25–13 | 25–18 |       |       | 75–49  | Estatísticas Relatório |
| 9 ago  | 19:00 | Chile     | 3–2    | Bulgária  | 26–24 | 19–25 | 22–25 | 25–14 | 15–10 | 107–98 | Estatísticas Relatório |
| 9 ago  | 19:00 | Brasil    | 3–0    | Tailândia | 25–13 | 25–12 | 25–14 |       |       | 75–39  | Estatísticas Relatório |
| 11 ago | 16:00 | Tailândia | 3–0    | Chile     | 25–22 | 25–16 | 25–15 |       |       | 75–53  | Estatísticas Relatório |
| 11 ago | 19:00 | Brasil    | 3–0    | Tunísia   | 25–12 | 25–11 | 25–8  |       |       | 75–31  | Estatísticas Relatório |
| 11 ago | 19:00 | Japão     | 3–0    | Bulgária  | 25–19 | 25–17 | 25–12 |       |       | 75–48  | Estatísticas Relatório |
| 12 ago | 16:00 | Tailândia | 0–3    | Bulgária  | 20–25 | 24–26 | 23–25 |       |       | 67–76  | Estatísticas Relatório |
| 12 ago | 19:00 | Brasil    | 1–3    | Japão     | 26–24 | 17–25 | 22–25 | 22–25 |       | 87–99  | Estatísticas Relatório |
| 12 ago | 19:00 | Tunísia   | 1–3    | Chile     | 20–25 | 25–18 | 21–25 | 14–25 |       | 80–93  | Estatísticas Relatório |

## Chaveamento final
- Todos os horários de Surabaia obedecem ao Horário de Indonésia Ocidental (UTC+7).

|  | Oitavas-de-final     | Oitavas-de-final     |                      |   | Quartas-de-final | Quartas-de-final |                      |                      | Semifinais | Semifinais |  |  | Final | Final |
|  |                      |                      |                      |   |                  |                  |                      |                      |            |            |  |  |       |       |
|  | 13 de agosto – 13:00 |                      |                      |   |                  |                  |                      |                      |            |            |  |  |       |       |
|  |                      |                      |                      |   |                  |                  |                      |                      |            |            |  |  |       |       |
|  | Brasil               | 3                    |                      |   |                  |                  |                      |                      |            |            |  |  |       |       |
|  | Brasil               | 3                    | 15 de agosto – 09:00 |   |                  |                  |                      |                      |            |            |  |  |       |       |
|  | Coreia do Sul        | 0                    |                      |   |                  |                  |                      |                      |            |            |  |  |       |       |
|  | Coreia do Sul        | 0                    | Brasil               | 3 |                  |                  |                      |                      |            |            |  |  |       |       |
|  | 13 de agosto – 13:00 |                      | Brasil               | 3 |                  |                  |                      |                      |            |            |  |  |       |       |
|  |                      | Argentina            | 0                    |   |                  |                  |                      |                      |            |            |  |  |       |       |
|  | Argentina            | Argentina            | 0                    | 3 |                  |                  |                      |                      |            |            |  |  |       |       |
|  | Argentina            |                      | 16 de agosto – 16:00 | 3 |                  |                  |                      |                      |            |            |  |  |       |       |
|  | Chéquia              | 0                    |                      |   |                  |                  |                      |                      |            |            |  |  |       |       |
|  | Chéquia              | 0                    | Brasil               | 0 |                  |                  |                      |                      |            |            |  |  |       |       |
|  | 13 de agosto – 19:00 |                      | Brasil               | 0 |                  |                  |                      |                      |            |            |  |  |       |       |
|  |                      | Itália               | 3                    |   |                  |                  |                      |                      |            |            |  |  |       |       |
|  | Itália               | Itália               | 3                    | 3 |                  |                  |                      |                      |            |            |  |  |       |       |
|  | Itália               | 15 de agosto – 17:00 |                      | 3 |                  |                  |                      |                      |            |            |  |  |       |       |
|  | Indonésia            | 0                    |                      |   |                  |                  |                      |                      |            |            |  |  |       |       |
|  | Indonésia            | 0                    | Itália               | 3 |                  |                  |                      |                      |            |            |  |  |       |       |
|  | 13 de agosto – 10:00 |                      | Itália               | 3 |                  |                  |                      |                      |            |            |  |  |       |       |
|  |                      | China                | 0                    |   |                  |                  |                      |                      |            |            |  |  |       |       |
|  | China                | China                | 0                    | 3 |                  |                  |                      |                      |            |            |  |  |       |       |
|  | China                |                      | 17 de agosto – 19:00 | 3 |                  |                  |                      |                      |            |            |  |  |       |       |
|  | Tailândia            | 1                    |                      |   |                  |                  |                      |                      |            |            |  |  |       |       |
|  | Tailândia            | 1                    | Itália               | 3 |                  |                  |                      |                      |            |            |  |  |       |       |
|  | 13 de agosto – 16:00 |                      | Itália               | 3 |                  |                  |                      |                      |            |            |  |  |       |       |
|  |                      | Japão                | 2                    |   |                  |                  |                      |                      |            |            |  |  |       |       |
|  | Sérvia               | Japão                | 2                    | 0 |                  |                  |                      |                      |            |            |  |  |       |       |
|  | Sérvia               | 15 de agosto – 20:00 |                      | 0 |                  |                  |                      |                      |            |            |  |  |       |       |
|  | Turquia              | 3                    |                      |   |                  |                  |                      |                      |            |            |  |  |       |       |
|  | Turquia              | 3                    | Turquia              | 0 |                  |                  |                      |                      |            |            |  |  |       |       |
|  | 13 de agosto – 19:00 |                      | Turquia              | 0 |                  |                  |                      |                      |            |            |  |  |       |       |
|  |                      | Japão                | 3                    |   |                  |                  |                      |                      |            |            |  |  |       |       |
|  | Japão                | Japão                | 3                    | 3 |                  |                  |                      |                      |            |            |  |  |       |       |
|  | Japão                |                      | 16 de agosto – 19:00 | 3 |                  |                  |                      |                      |            |            |  |  |       |       |
|  | Croácia              | 1                    |                      |   |                  |                  |                      |                      |            |            |  |  |       |       |
|  | Croácia              | 1                    | Japão                | 3 |                  |                  |                      |                      |            |            |  |  |       |       |
|  | 13 de agosto – 16:00 |                      | Japão                | 3 |                  |                  |                      |                      |            |            |  |  |       |       |
|  |                      | Bulgária             | 0                    |   | Terceiro Lugar   | Terceiro Lugar   |                      |                      |            |            |  |  |       |       |
|  | Estados Unidos       | Bulgária             | 0                    | 0 | Terceiro Lugar   | Terceiro Lugar   |                      |                      |            |            |  |  |       |       |
|  | Estados Unidos       | 15 de agosto – 14:00 | 15 de agosto – 14:00 | 0 |                  |                  | 17 de agosto – 16:00 | 17 de agosto – 16:00 |            |            |  |  |       |       |
|  | Bulgária             | 15 de agosto – 14:00 | 15 de agosto – 14:00 | 3 |                  |                  | 17 de agosto – 16:00 | 17 de agosto – 16:00 |            |            |  |  |       |       |
|  | Bulgária             | Bulgária             | 3                    | 3 | Brasil           | 3                |                      |                      |            |            |  |  |       |       |
|  | 13 de agosto – 21:30 | Bulgária             | 3                    |   | Brasil           | 3                |                      |                      |            |            |  |  |       |       |
|  |                      | Polônia              | 1                    |   | Bulgária         | 1                |                      |                      |            |            |  |  |       |       |
|  | Polônia              | Polônia              | 1                    | 3 | Bulgária         | 1                |                      |                      |            |            |  |  |       |       |
|  | Polônia              |                      |                      | 3 |                  |                  |                      |                      |            |            |  |  |       |       |
|  | Porto Rico           | 0                    |                      |   |                  |                  |                      |                      |            |            |  |  |       |       |
|  | Porto Rico           | 0                    |                      |   |                  |                  |                      |                      |            |            |  |  |       |       |

### Classificação 5º–8º lugar
|  | Classificação 5º–8º lugar | Classificação 5º–8º lugar |   |                      | Definição 5º lugar   | Definição 5º lugar |  |
|  |                           |                           |   |                      |                      |                    |  |
|  | 16 de agosto – 10:00      |                           |   |                      |                      |                    |  |
|  | Argentina                 | 1                         |   |                      |                      |                    |  |
|  | China                     | 3                         |   |                      |                      |                    |  |
|  |                           |                           |   |                      |                      |                    |  |
|  |                           |                           |   |                      | 17 de agosto – 13:00 |                    |  |
|  |                           |                           |   |                      | China                | 3                  |  |
|  |                           | Polônia                   | 1 |                      |                      |                    |  |
|  |                           |                           |   |                      |                      |                    |  |
|  |                           |                           |   |                      |                      |                    |  |
|  |                           |                           |   |                      | Definição 7º lugar   |                    |  |
|  | 16 de agosto – 13:00      | 16 de agosto – 13:00      |   | 17 de agosto – 10:00 | 17 de agosto – 10:00 |                    |  |
|  | Polônia                   | 3                         |   | Argentina            | 3                    |                    |  |
|  | Turquia                   | 2                         |   |                      | Turquia              | 0                  |  |

### Classificação 9º–16º lugar
|  | Classificação 9º–16º lugar | Classificação 9º–16º lugar |                      |   | Classificação 9º–12º lugar | Classificação 9º–12º lugar |  |  | Definição 9º lugar | Definição 9º lugar |
|  |                            |                            |                      |   |                            |                            |  |  |                    |                    |
|  | 15 de agosto – 09:00       |                            |                      |   |                            |                            |  |  |                    |                    |
|  |                            |                            |                      |   |                            |                            |  |  |                    |                    |
|  | Coreia do Sul              | 1                          |                      |   |                            |                            |  |  |                    |                    |
|  | Coreia do Sul              | 1                          | 16 de agosto – 16:00 |   |                            |                            |  |  |                    |                    |
|  | Chéquia                    | 3                          |                      |   |                            |                            |  |  |                    |                    |
|  | Chéquia                    | 3                          | Chéquia              | 3 |                            |                            |  |  |                    |                    |
|  | 15 de agosto – 14:00       |                            | Chéquia              | 3 |                            |                            |  |  |                    |                    |
|  |                            | Tailândia                  | 2                    |   |                            |                            |  |  |                    |                    |
|  | Indonésia                  | Tailândia                  | 2                    | 0 |                            |                            |  |  |                    |                    |
|  | Indonésia                  |                            | 17 de agosto – 19:00 | 0 |                            |                            |  |  |                    |                    |
|  | Tailândia                  | 3                          |                      |   |                            |                            |  |  |                    |                    |
|  | Tailândia                  | 3                          | Chéquia              | 0 |                            |                            |  |  |                    |                    |
|  | 15 de agosto – 17:00       |                            | Chéquia              | 0 |                            |                            |  |  |                    |                    |
|  |                            | Estados Unidos             | 3                    |   |                            |                            |  |  |                    |                    |
|  | Estados Unidos             | Estados Unidos             | 3                    | 3 |                            |                            |  |  |                    |                    |
|  | Estados Unidos             | 16 de agosto – 19:00       |                      | 3 |                            |                            |  |  |                    |                    |
|  | Porto Rico                 | 0                          |                      |   |                            |                            |  |  |                    |                    |
|  | Porto Rico                 | 0                          | Estados Unidos       | 3 |                            |                            |  |  |                    |                    |
|  | 15 de agosto – 20:00       |                            | Estados Unidos       | 3 |                            |                            |  |  |                    |                    |
|  |                            | Croácia                    | 1                    |   | Definição 11º lugar        | Definição 11º lugar        |  |  |                    |                    |
|  | Sérvia                     | Croácia                    | 1                    | 0 | Definição 11º lugar        | Definição 11º lugar        |  |  |                    |                    |
|  | Sérvia                     |                            | 17 de agosto – 16:00 | 0 |                            |                            |  |  |                    |                    |
|  | Croácia                    | 3                          |                      |   |                            |                            |  |  |                    |                    |
|  | Croácia                    | 3                          | Tailândia            | 2 |                            |                            |  |  |                    |                    |
|  |                            |                            |                      |   |                            |                            |  |  |                    |                    |
|  | Croácia                    | 3                          |                      |   |                            |                            |  |  |                    |                    |
|  | Croácia                    | 3                          |                      |   |                            |                            |  |  |                    |                    |

### Classificação 13º–16º lugar
|  | Classificação 13º–16º lugar | Classificação 13º–16º lugar |   |                      | Definição 13º lugar  | Definição 13º lugar |  |
|  |                             |                             |   |                      |                      |                     |  |
|  | 16 de agosto – 10:00        |                             |   |                      |                      |                     |  |
|  | Coreia do Sul               | 3                           |   |                      |                      |                     |  |
|  | Indonésia                   | 2                           |   |                      |                      |                     |  |
|  |                             |                             |   |                      |                      |                     |  |
|  |                             |                             |   |                      | 17 de agosto – 16:00 |                     |  |
|  |                             |                             |   |                      | Coreia do Sul        | 3                   |  |
|  |                             | Sérvia                      | 0 |                      |                      |                     |  |
|  |                             |                             |   |                      |                      |                     |  |
|  |                             |                             |   |                      |                      |                     |  |
|  |                             |                             |   |                      | Definição 15º lugar  |                     |  |
|  | 16 de agosto – 13:00        | 16 de agosto – 13:00        |   | 17 de agosto – 13:00 | 17 de agosto – 13:00 |                     |  |
|  | Sérvia                      | 3                           |   | Indonésia            | 2                    |                     |  |
|  | Porto Rico                  | 0                           |   |                      | Porto Rico           | 3                   |  |

### Classificação do 17º ao 24º lugares
|  | Classificação 17º–24º lugar | Classificação 17º–24º lugar |                      |   | Classificação 17º–20º lugar | Classificação 17º–20º lugar |  |  | Definição 17º lugar | Definição 17º lugar |
|  |                             |                             |                      |   |                             |                             |  |  |                     |                     |
|  | 13 de agosto – 10:00        |                             |                      |   |                             |                             |  |  |                     |                     |
|  |                             |                             |                      |   |                             |                             |  |  |                     |                     |
|  | Canadá                      | 3                           |                      |   |                             |                             |  |  |                     |                     |
|  | Canadá                      | 3                           | 15 de agosto – 17:00 |   |                             |                             |  |  |                     |                     |
|  | Argélia                     | 0                           |                      |   |                             |                             |  |  |                     |                     |
|  | Argélia                     | 0                           | Canadá               | 3 |                             |                             |  |  |                     |                     |
|  | 13 de agosto – 10:00        |                             | Canadá               | 3 |                             |                             |  |  |                     |                     |
|  |                             | República Dominicana        | 0                    |   |                             |                             |  |  |                     |                     |
|  | República Dominicana        | República Dominicana        | 0                    | 3 |                             |                             |  |  |                     |                     |
|  | República Dominicana        |                             | 16 de agosto – 19:00 | 3 |                             |                             |  |  |                     |                     |
|  | Tunísia                     | 0                           |                      |   |                             |                             |  |  |                     |                     |
|  | Tunísia                     | 0                           | Canadá               | 3 |                             |                             |  |  |                     |                     |
|  | 13 de agosto – 13:00        |                             | Canadá               | 3 |                             |                             |  |  |                     |                     |
|  |                             | Chile                       | 1                    |   |                             |                             |  |  |                     |                     |
|  | Egito                       | Chile                       | 1                    | 1 |                             |                             |  |  |                     |                     |
|  | Egito                       | 15 de agosto – 20:00        |                      | 1 |                             |                             |  |  |                     |                     |
|  | Vietnã                      | 3                           |                      |   |                             |                             |  |  |                     |                     |
|  | Vietnã                      | 3                           | Vietnã               | 1 |                             |                             |  |  |                     |                     |
|  | 13 de agosto – 13:00        |                             | Vietnã               | 1 |                             |                             |  |  |                     |                     |
|  |                             | Chile                       | 3                    |   | Definição 19º lugar         | Definição 19º lugar         |  |  |                     |                     |
|  | Chile                       | Chile                       | 3                    | 3 | Definição 19º lugar         | Definição 19º lugar         |  |  |                     |                     |
|  | Chile                       |                             | 16 de agosto – 16:00 | 3 |                             |                             |  |  |                     |                     |
|  | México                      | 0                           |                      |   |                             |                             |  |  |                     |                     |
|  | México                      | 0                           | República Dominicana | 1 |                             |                             |  |  |                     |                     |
|  |                             |                             |                      |   |                             |                             |  |  |                     |                     |
|  | Vietnã                      | 3                           |                      |   |                             |                             |  |  |                     |                     |
|  | Vietnã                      | 3                           |                      |   |                             |                             |  |  |                     |                     |

### Classificação 21º–23º lugar
|  | Classificação 21º–24º lugar | Classificação 21º–24º lugar |   |                      | Definição 21º lugar  | Definição 21º lugar |  |
|  |                             |                             |   |                      |                      |                     |  |
|  | 15 de agosto – 08:00        |                             |   |                      |                      |                     |  |
|  | Argélia                     | 0                           |   |                      |                      |                     |  |
|  | Tunísia                     | 3                           |   |                      |                      |                     |  |
|  |                             |                             |   |                      |                      |                     |  |
|  |                             |                             |   |                      | 16 de agosto – 13:00 |                     |  |
|  |                             |                             |   |                      | Tunísia              | 1                   |  |
|  |                             | Egito                       | 3 |                      |                      |                     |  |
|  |                             |                             |   |                      |                      |                     |  |
|  |                             |                             |   |                      |                      |                     |  |
|  |                             |                             |   |                      | Definição 23º lugar  |                     |  |
|  | 15 de agosto – 14:00        | 15 de agosto – 14:00        |   | 16 de agosto – 10:00 | 16 de agosto – 10:00 |                     |  |
|  | Egito                       | 3                           |   | Argélia              | 2                    |                     |  |
|  | México                      | 0                           |   |                      | México               | 3                   |  |

## Classificação 17º–24º lugar
Resultados
| Data   | Hora  |                      | Placar |         | Set 1 | Set 2 | Set 3 | Set 4 | Set 5 | Total | Relatório             |
| ------ | ----- | -------------------- | ------ | ------- | ----- | ----- | ----- | ----- | ----- | ----- | --------------------- |
| 13 ago | 10:00 | Canadá               | 3–0    | Argélia | 25–18 | 25–11 | 25–18 |       |       | 75–47 | EstatísticasRelatório |
| 13 ago | 13:00 | Egito                | 1–3    | Vietnã  | 16–25 | 24–26 | 25–22 | 20–25 |       | 85–98 | EstatísticasRelatório |
| 13 ago | 16:00 | República Dominicana | 3–0    | Tunísia | 25–21 | 25–22 | 25–17 |       |       | 75–60 | EstatísticasRelatório |
| 13 ago | 19:00 | Chile                | 3–0    | México  | 25–19 | 25–14 | 25–21 |       |       | 75–54 | EstatísticasRelatório |

### Classificação 21º–24º lugar
Resultados
| Data   | Hora  |         | Placar |         | Set 1 | Set 2 | Set 3 | Set 4 | Set 5 | Total | Relatório             |
| ------ | ----- | ------- | ------ | ------- | ----- | ----- | ----- | ----- | ----- | ----- | --------------------- |
| 15 ago | 09:00 | Argélia | 0–3    | Tunísia | 24–26 | 11–25 | 11–25 |       |       | 46–76 | EstatísticasRelatório |
| 15 ago | 14:00 | Egito   | 3–0    | México  | 25–22 | 25–13 | 25–16 |       |       | 75–51 | EstatísticasRelatório |

### Classificação 17º–20º lugar
Resultados
| Data   | Hora  |        | Placar |                      | Set 1 | Set 2 | Set 3 | Set 4 | Set 5 | Total | Relatório             |
| ------ | ----- | ------ | ------ | -------------------- | ----- | ----- | ----- | ----- | ----- | ----- | --------------------- |
| 15 ago | 17:00 | Canadá | 3–0    | República Dominicana | 25–20 | 25–23 | 25–23 |       |       | 75–66 | EstatísticasRelatório |
| 15 ago | 20:00 | Vietnã | 1–3    | Chile                | 17–25 | 15–25 | 25–17 | 20–25 |       | 77–92 | EstatísticasRelatório |

### Vigésimo terceiro lugar
Resultados
| Data   | Hora  |         | Placar |        | Set 1 | Set 2 | Set 3 | Set 4 | Set 5 | Total  | Relatório             |
| ------ | ----- | ------- | ------ | ------ | ----- | ----- | ----- | ----- | ----- | ------ | --------------------- |
| 16 ago | 10:00 | Argélia | 2–3    | México | 25–16 | 25–24 | 25–27 | 12–25 | 12–15 | 99–107 | EstatísticasRelatório |

### Vigésimo primeiro lugar
Resultados
| Data   | Hora  |         | Placar |       | Set 1 | Set 2 | Set 3 | Set 4 | Set 5 | Total | Relatório             |
| ------ | ----- | ------- | ------ | ----- | ----- | ----- | ----- | ----- | ----- | ----- | --------------------- |
| 16 ago | 13:00 | Tunísia | 1–3    | Egito | 25–19 | 18–25 | 20–25 | 19–25 |       | 82–94 | EstatísticasRelatório |

### Décimo nono lugar
Resultados
| Data   | Hora  |                      | Placar |        | Set 1 | Set 2 | Set 3 | Set 4 | Set 5 | Total | Relatório             |
| ------ | ----- | -------------------- | ------ | ------ | ----- | ----- | ----- | ----- | ----- | ----- | --------------------- |
| 16 ago | 16:00 | República Dominicana | 0–3    | Vietnã | 19–25 | 17–25 | 17–25 |       |       | 53–75 | EstatísticasRelatório |

### Décimo sétimo lugar
Resultados
| Data   | Hora  |        | Placar |       | Set 1 | Set 2 | Set 3 | Set 4 | Set 5 | Total | Relatório             |
| ------ | ----- | ------ | ------ | ----- | ----- | ----- | ----- | ----- | ----- | ----- | --------------------- |
| 16 ago | 18:15 | Canadá | 3–1    | Chile | 25–12 | 23–25 | 25–21 | 25–21 |       | 98–79 | EstatísticasRelatório |

## Oitavas de final
Resultados
| Data   | Hora  |                | Placar |               | Set 1 | Set 2 | Set 3 | Set 4 | Set 5 | Total | Relatório             |
| ------ | ----- | -------------- | ------ | ------------- | ----- | ----- | ----- | ----- | ----- | ----- | --------------------- |
| 13 ago | 10:00 | China          | 3–0    | Tailândia     | 25–15 | 25–18 | 25–19 |       |       | 75–52 | EstatísticasRelatório |
| 13 ago | 13:00 | Brasil         | 3–0    | Coreia do Sul | 25–23 | 25–17 | 25–17 |       |       | 75–57 | EstatísticasRelatório |
| 13 ago | 13:00 | Argentina      | 3–0    | Chéquia       | 25–15 | 25–13 | 25–19 |       |       | 75–47 | EstatísticasRelatório |
| 13 ago | 16:00 | Sérvia         | 0–3    | Turquia       | 14–25 | 23–25 | 10–25 |       |       | 47–75 | EstatísticasRelatório |
| 13 ago | 16:00 | Estados Unidos | 0–3    | Bulgária      | 23–25 | 16–25 | 15–25 |       |       | 54–75 | EstatísticasRelatório |
| 13 ago | 19:00 | Itália         | 3–1    | Indonésia     | 25–12 | 25–19 | 21–25 | 25–13 |       | 96–69 | EstatísticasRelatório |
| 13 ago | 19:00 | Japão          | 3–1    | Croácia       | 25–16 | 22–25 | 25–17 | 25–17 |       | 97–75 | EstatísticasRelatório |
| 13 ago | 21:30 | Polônia        | 3–0    | Porto Rico    | 25–15 | 25–16 | 25–13 |       |       | 75–44 | EstatísticasRelatório |

## Classificação 9º–16º lugar
Resultados
| Data   | Hora  |               | Placar |            | Set 1 | Set 2 | Set 3 | Set 4 | Set 5 | Total | Relatório             |
| ------ | ----- | ------------- | ------ | ---------- | ----- | ----- | ----- | ----- | ----- | ----- | --------------------- |
| 15 ago | 09:00 | Coreia do Sul | 1–3    | Chéquia    | 22–25 | 22–25 | 26–24 | 20–25 |       | 90–99 | EstatísticasRelatório |
| 15 Ago | 14:00 | China         | 3–0    | Porto Rico | 25–23 | 25–18 | 25–16 |       |       | 75–57 | EstatísticasRelatório |
| 15 Ago | 17:00 | Sérvia        | 0–3    | Croácia    | 23–25 | 18–25 | 18–25 |       |       | 59–75 | EstatísticasRelatório |
| 15 Ago | 20:00 | Indonésia     | 0–3    | Tailândia  | 24–26 | 19–25 | 22–25 |       |       | 65–76 | EstatísticasRelatório |

### Classificação 13º–16º lugar
Resultados
| Data   | Hora  |               | Placar |           | Set 1 | Set 2 | Set 3 | Set 4 | Set 5 | Total  | Relatório             |
| ------ | ----- | ------------- | ------ | --------- | ----- | ----- | ----- | ----- | ----- | ------ | --------------------- |
| 16 ago | 10:00 | Coreia do Sul | 3–2    | Indonésia | 22–25 | 25–15 | 17–25 | 25–18 | 15–5  | 104–88 | EstatísticasRelatório |
| 16 ago | 13:00 | Porto Rico    | 0–3    | Sérvia    | 11–25 | 21–25 | 19–25 |       |       | 51–75  | EstatísticasRelatório |

### Classificação 9º–12º lugar
Resultados
| Data   | Hora  |         | Placar |                | Set 1 | Set 2 | Set 3 | Set 4 | Set 5 | Total   | Relatório             |
| ------ | ----- | ------- | ------ | -------------- | ----- | ----- | ----- | ----- | ----- | ------- | --------------------- |
| 16 ago | 16:00 | Chéquia | 3–2    | Tailândia      | 25–22 | 21–25 | 25–19 | 19–25 | 15–11 | 105–102 | EstatísticasRelatório |
| 16 ago | 19:00 | Croácia | 1–3    | Estados Unidos | 28–26 | 22–25 | 16–25 | 15–25 |       | 81–101  | EstatísticasRelatório |

### Décimo quinto lugar
Resultado
| Data   | Hora  |           | Placar |            | Set 1 | Set 2 | Set 3 | Set 4 | Set 5 | Total   | Relatório             |
| ------ | ----- | --------- | ------ | ---------- | ----- | ----- | ----- | ----- | ----- | ------- | --------------------- |
| 17 ago | 10:00 | Indonésia | 2–3    | Porto Rico | 24–26 | 25–19 | 25–22 | 22–25 | 12–15 | 108–107 | EstatísticasRelatório |

### Décimo terceiro lugar
Resultado
| Data   | Hora  |               | Placar |        | Set 1 | Set 2 | Set 3 | Set 4 | Set 5 | Total | Relatório             |
| ------ | ----- | ------------- | ------ | ------ | ----- | ----- | ----- | ----- | ----- | ----- | --------------------- |
| 17 ago | 13:00 | Coreia do Sul | 3–0    | Sérvia | 25–20 | 25–18 | 25–22 |       |       | 75–60 | EstatísticasRelatório |

### Décimo primeiro lugar
Resultado
| Data   | Hora  |           | Placar |         | Set 1 | Set 2 | Set 3 | Set 4 | Set 5 | Total   | Relatório             |
| ------ | ----- | --------- | ------ | ------- | ----- | ----- | ----- | ----- | ----- | ------- | --------------------- |
| 17 ago | 10:00 | Tailândia | 2–3    | Croácia | 25–20 | 21–25 | 21–25 | 25–16 | 12–15 | 104–101 | EstatísticasRelatório |

### Nono lugar
Resultado
| Data   | Hora  |         | Placar |                | Set 1 | Set 2 | Set 3 | Set 4 | Set 5 | Total | Relatório             |
| ------ | ----- | ------- | ------ | -------------- | ----- | ----- | ----- | ----- | ----- | ----- | --------------------- |
| 17 ago | 19:00 | Chéquia | 0–3    | Estados Unidos | 21–25 | 20–25 | 18–25 |       |       | 59–75 | EstatísticasRelatório |

## Quartas de final
Resultados
| Data   | Hora  |          | Placar |           | Set 1 | Set 2 | Set 3 | Set 4 | Set 5 | Total | Relatório             |
| ------ | ----- | -------- | ------ | --------- | ----- | ----- | ----- | ----- | ----- | ----- | --------------------- |
| 15 ago | 09:00 | Brasil   | 3–0    | Argentina | 25–19 | 25–18 | 25–14 |       |       | 75–51 | EstatísticasRelatório |
| 15 ago | 14:00 | Turquia  | 0–3    | Japão     | 23–25 | 21–25 | 20–25 |       |       | 64–75 | EstatísticasRelatório |
| 15 ago | 17:00 | Itália   | 3–0    | China     | 25–23 | 25–19 | 25–15 |       |       | 75–57 | EstatísticasRelatório |
| 15 ago | 20:00 | Bulgária | 3–1    | Polônia   | 25–23 | 22–25 | 25–23 | 25–18 |       | 97–89 | EstatísticasRelatório |

### Classificação do 5º ao 8º lugares
Resultados
| Data   | Hora  |           | Placar |         | Set 1 | Set 2 | Set 3 | Set 4 | Set 5 | Total   | Relatório             |
| ------ | ----- | --------- | ------ | ------- | ----- | ----- | ----- | ----- | ----- | ------- | --------------------- |
| 16 ago | 10:00 | Argentina | 1–3    | China   | 12–25 | 25–22 | 21–25 | 22–25 |       | 80–97   | EstatísticasRelatório |
| 16 ago | 13:00 | Polônia   | 3–2    | Turquia | 25–22 | 19–25 | 22–25 | 25–18 | 17–15 | 108–105 | EstatísticasRelatório |

### Sétimo lugar
Resultado
| Data   | Hora  |           | Placar |         | Set 1 | Set 2 | Set 3 | Set 4 | Set 5 | Total | Relatório             |
| ------ | ----- | --------- | ------ | ------- | ----- | ----- | ----- | ----- | ----- | ----- | --------------------- |
| 17 ago | 10:00 | Argentina | 3–0    | Turquia | 25–21 | 25–18 | 25–21 |       |       | 75–60 | EstatísticasRelatório |

### Quinto lugar
Resultado
| Data   | Hora  |       | Placar |         | Set 1 | Set 2 | Set 3 | Set 4 | Set 5 | Total | Relatório             |
| ------ | ----- | ----- | ------ | ------- | ----- | ----- | ----- | ----- | ----- | ----- | --------------------- |
| 17 ago | 13:00 | China | 3–1    | Polônia | 23–25 | 25–21 | 25–23 | 25–17 |       | 98–86 | EstatísticasRelatório |

## Semifinais
Resultados
| Data   | Hora  |          | Placar |        | Set 1 | Set 2 | Set 3 | Set 4 | Set 5 | Total | Relatório             |
| ------ | ----- | -------- | ------ | ------ | ----- | ----- | ----- | ----- | ----- | ----- | --------------------- |
| 16 ago | 16:00 | Brasil   | 0–3    | Itália | 16–25 | 21–25 | 19–25 |       |       | 56–75 | EstatísticasRelatório |
| 16 ago | 19:00 | Bulgária | 0–3    | Japão  | 17–25 | 18–25 | 13–25 |       |       | 48–75 | EstatísticasRelatório |

### Terceiro lugar
Resultado
| Data   | Hora  |        | Placar |          | Set 1 | Set 2 | Set 3 | Set 4 | Set 5 | Total | Relatório             |
| ------ | ----- | ------ | ------ | -------- | ----- | ----- | ----- | ----- | ----- | ----- | --------------------- |
| 17 ago | 16:00 | Brasil | 3–1    | Bulgária | 25–19 | 25–20 | 14-25 | 25–21 |       | 89–60 | EstatísticasRelatório |

### Final
Resultado
| Data   | Hora  |        | Placar |       | Set 1 | Set 2 | Set 3 | Set 4 | Set 5 | Total   | Relatório             |
| ------ | ----- | ------ | ------ | ----- | ----- | ----- | ----- | ----- | ----- | ------- | --------------------- |
| 17 ago | 19:00 | Itália | 3–2    | Japão | 25–22 | 22–25 | 15–25 | 25–19 | 15–11 | 102–102 | EstatísticasRelatório |

## Classificação final
| Posição | Equipe               |
| ------- | -------------------- |
| 1       | Itália               |
| 2       | Japão                |
| 3       | Brasil               |
| 4       | Bulgária             |
| 5       | China                |
| 6       | Polônia              |
| 7       | Argentina            |
| 8       | Turquia              |
| 9       | Estados Unidos       |
| 10      | Chéquia              |
| 11      | Croácia              |
| 12      | Tailândia            |
| 13      | Coreia do Sul        |
| 14      | Sérvia               |
| 15      | Porto Rico           |
| 16      | Indonésia            |
| 17      | Canadá               |
| 18      | Chile                |
| 19      | Vietnã               |
| 20      | República Dominicana |
| 21      | Egito                |
| 22      | Tunísia              |
| 23      | México               |
| 24      | Argélia              |

| MVP (Most Valuable Player) | Merit Adigwe      | Itália |
| Oposta                     | Merit Adigwe      | Itália |
| 1º Ponteira                | Sae Omori         | Japão  |
| 2º Ponteira                | Teresa Bosso      | Itália |
| 1° Central                 | Dalila Marchesini | Itália |
| 2º Central                 | Luana Kuskowski   | Brasil |
| Levantadora                | Chisato Hanaoka   | Japão  |
| Líbero                     | Ami Uchizawa      | Japão  |

| #  | Jogadora          | Posição     | Nascimento              | Idade (na competição) | Altura (cm) | Clube (quando convocada) |
| -- | ----------------- | ----------- | ----------------------- | --------------------- | ----------- | ------------------------ |
| 1  | Amanda Mutuano    | Levantadora | 28 de maio de 2005      | 20                    | 178         | Sesi-Bauru               |
| 3  | Ana Berto         | Levantadora | 16 de março de 2006     | 19                    | 184         | Osasco                   |
| 5  | Larissa Mendes    | Oposta      | 03 de março de 2005     | 19                    | 191         | Georgia Tech             |
| 9  | Rebeca Viana      | Oposta      | 27 de maio de 2006      | 19                    | 182         | Osasco                   |
| 8  | Isabella Rocha    | Ponteira    | 11 de janeiro de 2005   | 20                    | 187         | Sesi Bauru               |
| 10 | Aline Segato      | Ponteira    | 16 de novembro de 2005  | 19                    | 188         | Barueri                  |
| 15 | Helena Wenk       | Ponteira    | 11 de fevereiro de 2005 | 20                    | 199         | Sesc-Flamengo            |
| 16 | Vittoria Kuehne   | Ponteira    | 20 de julho de 2006     | 19                    | 183         | Sesc Flamengo            |
| 12 | Luana Kuskowski   | Central     | 18 de abril de 2006     | 19                    | 188         | Universidade de Oregon   |
| 20 | Juliana Palhano   | Central     | 19 de janeiro de 2006   | 19                    | 190         | Barueri                  |
| 23 | Giovana Guimarães | Central     | 18 de outubro de 2007   | 17                    | 192         | Minas                    |
| 19 | Sofia Will        | Líbero      | 07 de julho de 2006     | 19                    | 174         | Sesi Bauru               |